# Naționalism sârb
Naționalismul sârb este o ideologie naționalistă care promovează unitatea culturală și politică a etniei sârbe. Este o formă de naționalism etnic.
A apărut în cadrul ascensiunii naționalismului în Peninsula Balcanică în timpul stăpânirii otomane, datorită unor figuri precum lingvistul Vuk Stefanović Karadžić și politicianul Ilija Garašanin. A fost un factor important care a dus la izbucnirea Războaielor Balcanice, care au dus la declinul final al Imperiului Otoman, a Primului Război Mondial, care a dus la dezbinarea Imperiului Austro-Ungar, și în timpul destrămării Republicii Socialiste Federative Iugoslavia, care a dus la Războaiele Iugoslave.
După 1878, naționaliștii sârbi își vor uni forțele cu cei iugoslavi. Regatul Serbiei va încerca să emuleze Regatul Sardiniei, pretinzând că dorește să unească sub tutela sa nu numai toate teritoriile populate de sârbi, ci toate teritoriile populate de slavi sudici, cu scopul de a forma un nou stat, denumit ulterior Iugoslavia. După formarea Iugoslaviei, naționaliștii sârbi vor dori creerea unui stat centralizat, care să permită unitatea poporului sârb, rezistând oricărui efort de decentralizare.